# تک تیرانداز: کلاغ سفید
تک تیرانداز: کلاغ سفید (انگلیسی: Sniper: The White Raven) یک فیلم بلند محصول ۲۰۲۲ از گروه UM است. کار روی فیلم در سال ۲۰۱۹ آغاز شد. این درام جنگی برنده یازدهمین مسابقه آژانس دولتی فیلم اوکراین شد و جایزه 23946572 UAH (۸۰ درصد از کل هزینه تولید فیلم) به فیلم تعلق گرفت. کارگردان فیلم ماریان بوشان است. فیلمنامه نویسان ماریان بوشان و میکولا وُرونین هستند.